# كشايا
كَشَّايَة أميرة بابلية وبنت بختنصر الذي حكم من 605 إلى 562 قبل الميلاد. تسجل السجلات التاريخية، وخاصة النصوص الاقتصادية المكتوبة على الألواح الطينية، حياتها ومساهماتها. يشير أحد النصوص إلى أنها تلقت كميات كبيرة من الصوف الأزرق خلال فترة حكم والدها لصنع أردية الأولاكو.
هناك بعض النقاش حول حالتها الزوجية؛ حيث قد تكون زوجة نرغال شراصر، الذي استولى على عرش بابل بعد أن قتل أخاه الزوج أميل مردوخ في أغسطس 560 قبل الميلاد. ومع ذلك، تقترح بعض المصادر أن نرغال شراصر قد يكون متزوجًا من ابنة أخرى لنبوخذ نصر.

## الاشتقاق
اسم كشاية يظهر عدة مرات في النصوص النيو-بابلية ويكتب بطرق مختلفة في الأكادية: كاش-شَا-ا، كاش-شَا-ا وكاش-شَا-ا (كاسم مذكر). يُقترح أن نطق كشاية مستمد من الرسمين الأخيرين. كان يوهان ج. ستام قد صنف كشاية في الأصل كاسم من أصل غير معروف، ولكنه نموذج للاسم الحنون الذي يعطى من قبل الأزواج لزوجاتهم في الفترة البابلية الحديثة.
على الرغم من أن أصل الاسم غير واضح، فإن قاموس شيكاغو الآشوري (CAD) يقترح أن الاسم قد يكون مستمدًا من الكلمة "كاشو" التي تعني "كاشيت". إذا كان الأمر كذلك، فمن المحتمل أن الاسم أُعطي تكريمًا لسلالة كاشيت حكمت في بابل قبل عدة قرون من حياتها.